# 층밀림 두꺼워지기
층밀림 두꺼워지기(shear thickening) 또는 팽창성(dilatant. /daɪˈleɪtənt/, /dɪ-/) 물질은 층밀림 변형(shear strain)에 따라 점도가 증가하는 물질이다. 초기 STF로도 알려진 이러한 층밀림 두꺼워지기 유체(shear thickening fluid)는 비뉴턴 유체의 예이다. 이러한 현상은 일반적으로 순수한 물질에서는 관찰되지 않지만 현탁액에서는 발생할 수 있다.
팽창제는 층밀림 변형력(shear stress)이 가해지면 층밀림 점성도가 증가하는 비뉴턴 유체이다. 이러한 거동은 뉴턴의 점도 법칙에서 벗어난 한 가지 유형일 뿐이며 입자 크기, 모양 및 분포와 같은 요소에 의해 제어된다. 이러한 현탁액의 특성은 하마커 이론(Hamaker theory)과 반데르발스 힘에 따라 달라지며 정전기적으로 또는 입체적으로 안정화될 수 있다. 층밀림 두꺼워지기 작용은 콜로이드 현탁액이 안정 상태에서 응집(flocculation) 상태로 전환될 때 발생한다. 이러한 시스템의 특성 중 상당 부분은 콜로이드로 알려진 분산 입자의 표면 화학에 기인한다.
이는 옥수수 전분과 물의 혼합물(때때로 우블렉(oobleck)이라고도 함)에서 쉽게 볼 수 있으며, 표면에 부딪히거나 던져지면 직관에 반하는 방식으로 작용한다. 물에 완전히 젖은 모래는 팽창성 물질의 역할도 한다. 이것이 젖은 모래 위를 걸을 때 발 바로 아래에 건조한 부분이 나타나는 이유이다.
유변성(rheopecty)은 시간이 지남에 따라 누적 응력이나 교반에 따라 점도가 증가하는 유사한 특성이다. 팽창성 재료의 반대는 유사 소성(pseudoplastic)이다.

## 같이 보기
- 파레이어스-린드크비스트 효과
- 겉보기 점성도
- 빙함 플라스틱
- 시간의존성 점도
- 유변성: 유체가 층밀림힘을 받는 시간이 길 수록 점성도가 높아진다. 시간 의존적 층밀림 두꺼워지기 행동이다.
- 요변성: 유체가 층밀림힘을 오래 받을 수록 점성도가 낮아진다. 시간 의존적 층밀림 얇아지기 행동이다.
- 층밀림 얇아지기(shear thinning): 요변성과 비슷하나, 시간의 흐름과 상관없다.
- 증점제(thickening agent)
- 시너(paint thinner)